# Gedenkstätte Langer Gang

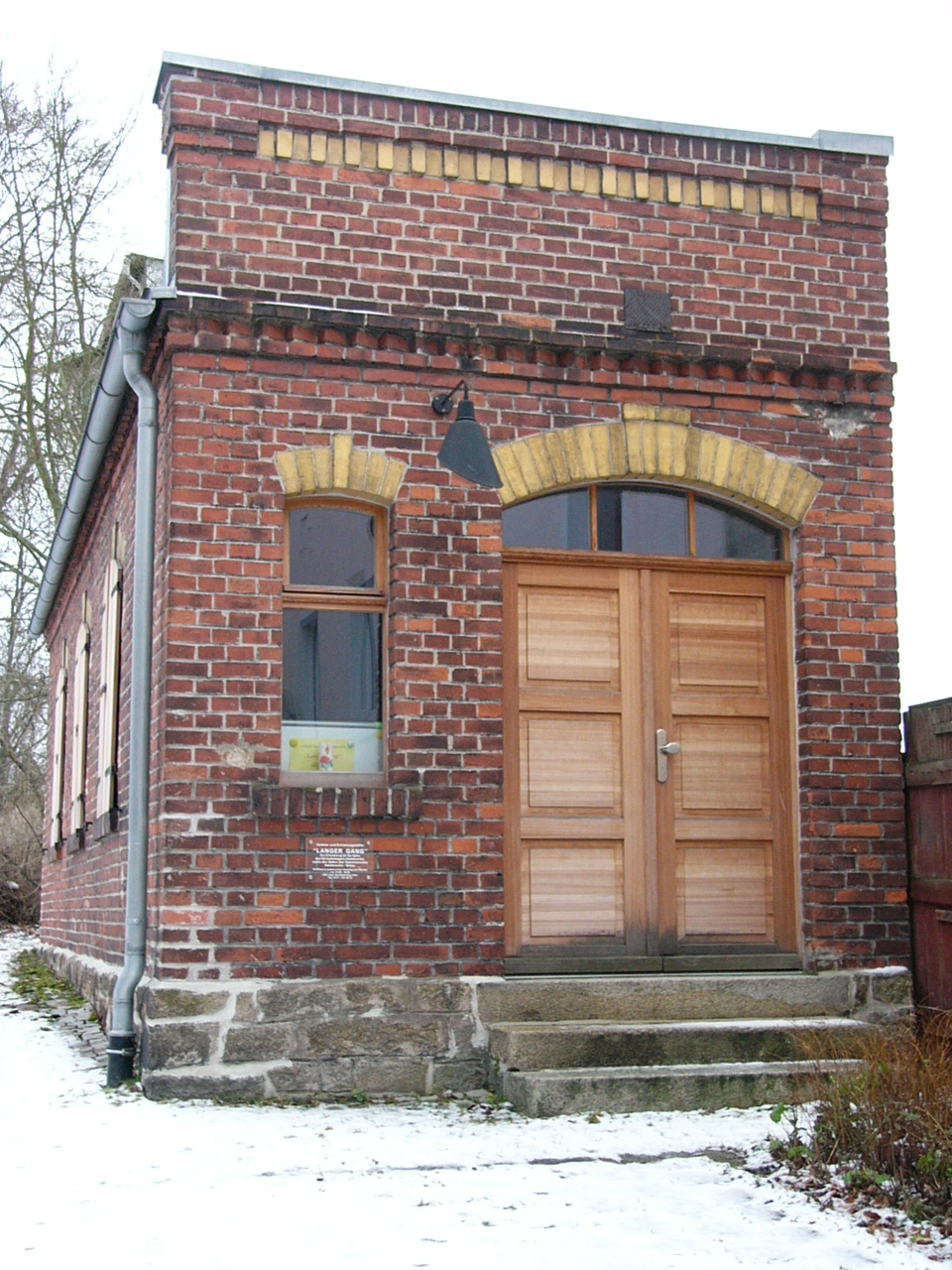
Gedenkstätte Langer Gang

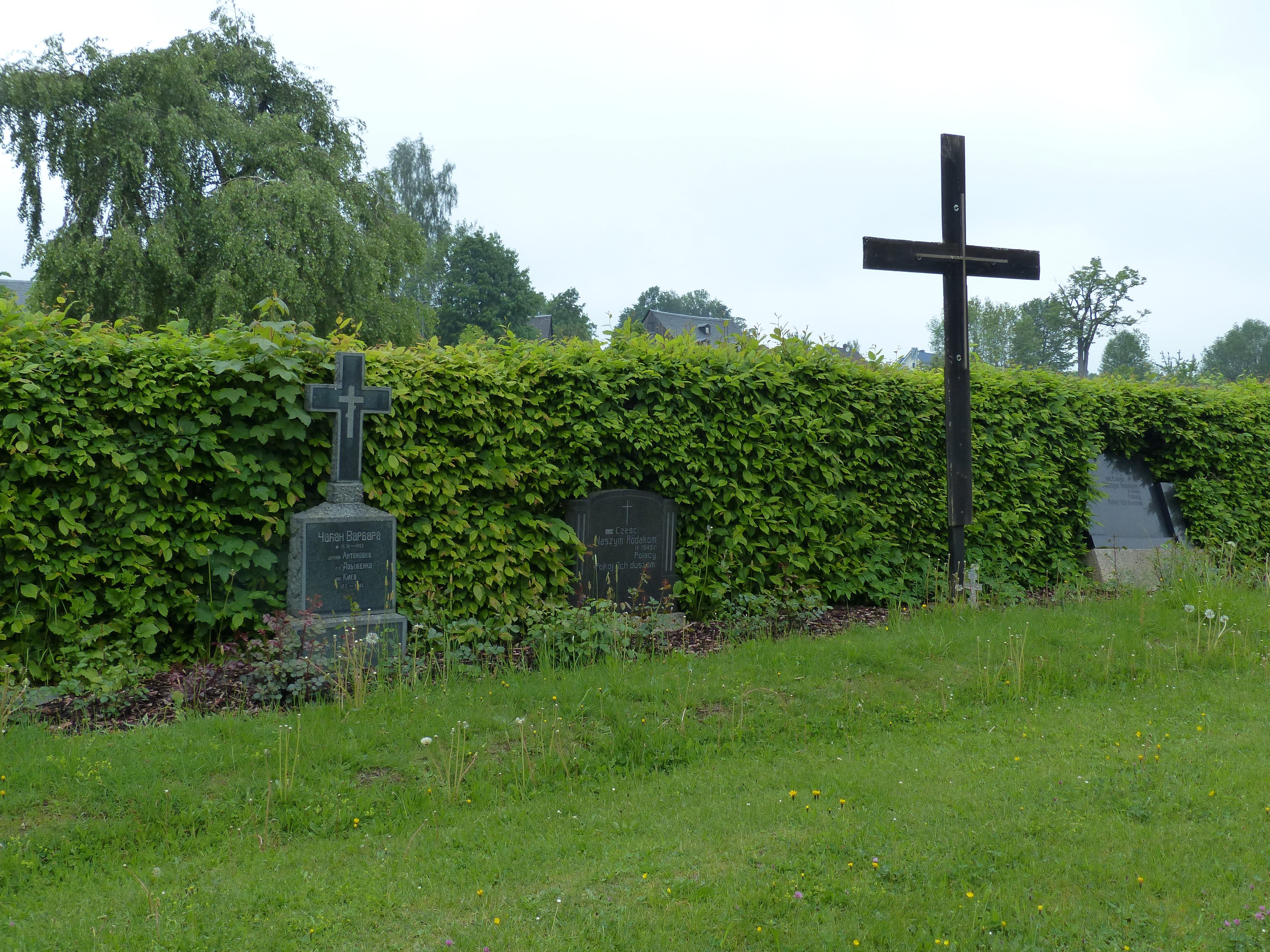
Gräber vom Kriegsende, Friedhof Schwarzenbach

Die Gedenkstätte Langer Gang in Schwarzenbach an der Saale erinnert an den Todesmarsch vom KZ-Außenlager Helmbrechts nach Volary, eines der sogenannten Endphaseverbrechen des Nationalsozialismus. Viele der auf den Marsch gezwungenen Frauen starben.
Die Gedenkstätte befindet sich in unmittelbarer Nähe des Bahnhofs. Das Gebäude war eines der Zwischenquartiere. Die Gedenkstätte wurde 2004 eröffnet und wird vom Verein gegen das Vergessen betreut. Sie ist an jedem ersten Sonntag im Monat und für Gruppen nach Absprache geöffnet.
Als Nebengebäude des heute evangelisch-lutherischen Gemeindehauses Bahnhofsplatz 2 steht das Gebäude der Gedenkstätte unter Denkmalschutz (D-4-75-168-8). Es ist mit dem Hauptgebäude Ende des 19. Jahrhunderts als Backsteinbau mit Sandsteingliederungen im Stil der Neorenaissance entstanden.
Unter den Ausstellungsstücken befindet sich die Stahlskulptur „ausgelöscht“ von Udo Rödel, die den entwürdigenden und vernichtenden Umgang mit den betroffenen Frauen des Todesmarsches symbolisiert. Weitere Kunstobjekte stammen von Klaus Schröter, Dietrich Kelterer und Ludwig Mertel.
Das Außenlager Helmbrechts wurde am 13. April 1945 wegen der heranrückenden amerikanischen Truppen geräumt. 1170 Frauen und Mädchen erreichten noch am Abend Schwarzenbach an der Saale. Der Marsch über Rehau, Neuhausen, Zwodau bis nach Volary kostete mindestens 147 Frauen das Leben. Sie starben an Entkräftung, Krankheiten oder wurden vom Wachpersonal ermordet. Nach einer Strecke von 200 Kilometern wurde der Marsch am 4. Mai 1945 in Volary durch die Amerikaner gestoppt.
Auf dem Friedhof von Schwarzenbach an der Saale liegen sechs im Ort verstorbenen Frauen begraben. Sie haben keine eigenen Grabsteine, es ist aber bekannt, dass sich die Gräber in der Zeile von Grabsteinen aus der Zeit des Kriegsendes befinden. Diese Gräberzeile liegt am hinteren Rand des Friedhofs neben dem Haus des Bestatters. Dort befindet sich außerdem das Grab eines Zwangsarbeiters und das Grab des KPD-Mitglieds Hans Grüner, der zehn Jahre Konzentrationslager Dachau und Mauthausen überlebte, aber im April 1946 verstarb.
Lagerleiter Alois Dörr musste sich 1969 vor dem Schwurgericht in Hof wegen Mordes in 217 Fällen verantworten. Allein während des Todesmarsches starben 59 Häftlinge durch seinen Befehl oder wurden von ihm selbst erschossen. Er wurde zu einer lebenslangen Freiheitsstrafe verurteilt, kam 1979 jedoch aufgrund einer Begnadigung durch den bayerischen Ministerpräsidenten Alfons Goppel frei.